# Religion proto-indo-européenne

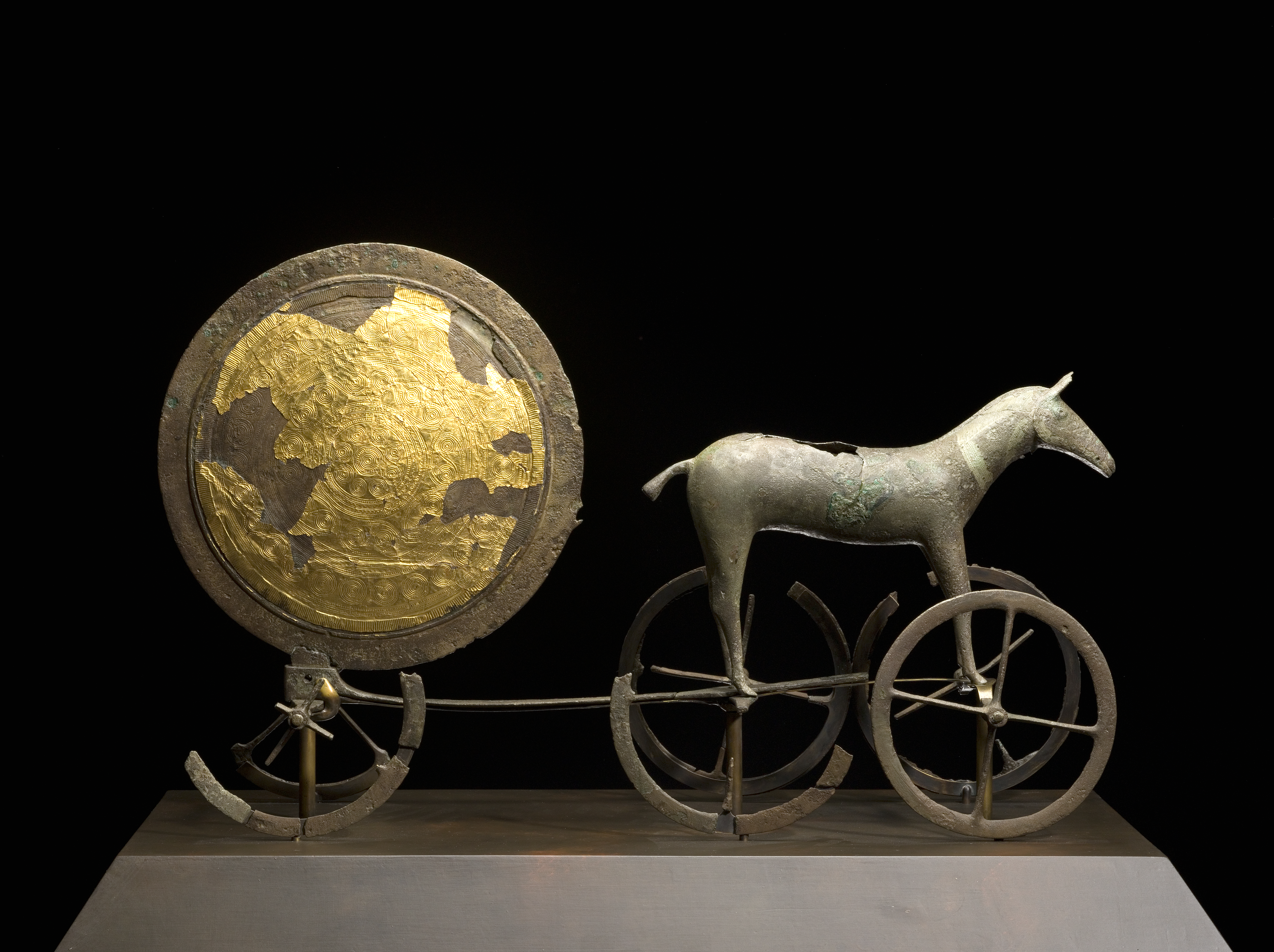
Le char solaire de Trundholm, âge du bronze danois, vers 1 600 av. J.-C.

La religion proto-indo-européenne désigne l'ensemble des mythes et divinités associés aux Proto-Indo-Européens, les locuteurs présumés du langage reconstitué indo-européen. Bien qu'il ne subsiste aucun témoignage écrit de ce système de croyance — les Proto-Indo-Européens étaient un peuple sans écriture — les chercheurs en mythologie comparée ont reconstitué celui-ci grâce aux similitudes trouvées au sein des peuples de langue indo-européenne, en supposant que le système de croyance proto-indo-européen aurait survécu dans les traditions ultérieures.
Plusieurs écoles de pensée existent concernant les interprétations possibles de la mythologie proto-indo-européenne reconstruite. La mythologie comparée étudie principalement les mythologies indo-iranienne, balte, romaine et nordique, et en partie les mythologies celtique, grecque, slave, hittite, arménienne, illyrienne, et albanaise.

## Panthéon
Le système tripartite, qui caractérise également l'organisation sociale indo-européenne, se retrouve dans le panthéon indo-européen :
1. La première fonction, la fonction de souveraineté, est incarnée par la caste sacerdotale, chargée de maintenir l'ordre magico-religieux et légal. Les dieux associés à la fonction souveraine sont souvent présentés par paire, dont chacune des parties reflète un aspect particulier : religieux pour Varuna et Odin, légal pour Mitra et Týr[1] ;
2. La deuxième fonction, la fonction militaire, est celle de la caste guerrière et se caractérise par l'usage de la force. Cette fonction se reflète dans les divinités de la guerre : Indra, Mars et Thor[1] ;
3. La troisième fonction se caractérise par la fertilité, la subsistance, et est incarnée par la caste des éleveurs-cultivateurs. Les personnages mythiques prennent ici la forme de jumeaux divins, intimement associés aux chevaux, et accompagnés d'une figure féminine, par exemple, les Ashvins et Sarasvati dans la littérature védique, les Dioscures et Hélène dans la mythologie grecque, Freyr, Freyja et Njörd dans la mythologie nordique[1].

### Les divinités célestes

#### Le Ciel
Le dieu du ciel diurne a été reconstitué en indo-européen commun sous le nom de *Dyēus. Il serait ainsi le dieu patron des Proto-Indo-Européens et la forme primordiale avant la dispersion d'une partie des dieux principaux que l'on retrouve dans les mythologies indo-européennes. Le *Dyēus proto-indo-européen se retrouve en Jupiter, Zeus, Dyaus Pitar et Týr, tous d'étymologie et de fonctions communes. Avec la différenciation, leurs rôles auraient évolué, certains perdant une part de leur fonction souveraine initiale, comme Týr.
Dans plusieurs langues indo-européennes, on retrouve le proto-indo-européen commun deywos comme étymologie pour dieux ; dei en latin, deva en sanskrit, dia en vieil irlandais, tívar en vieux norrois.

#### L'Aurore

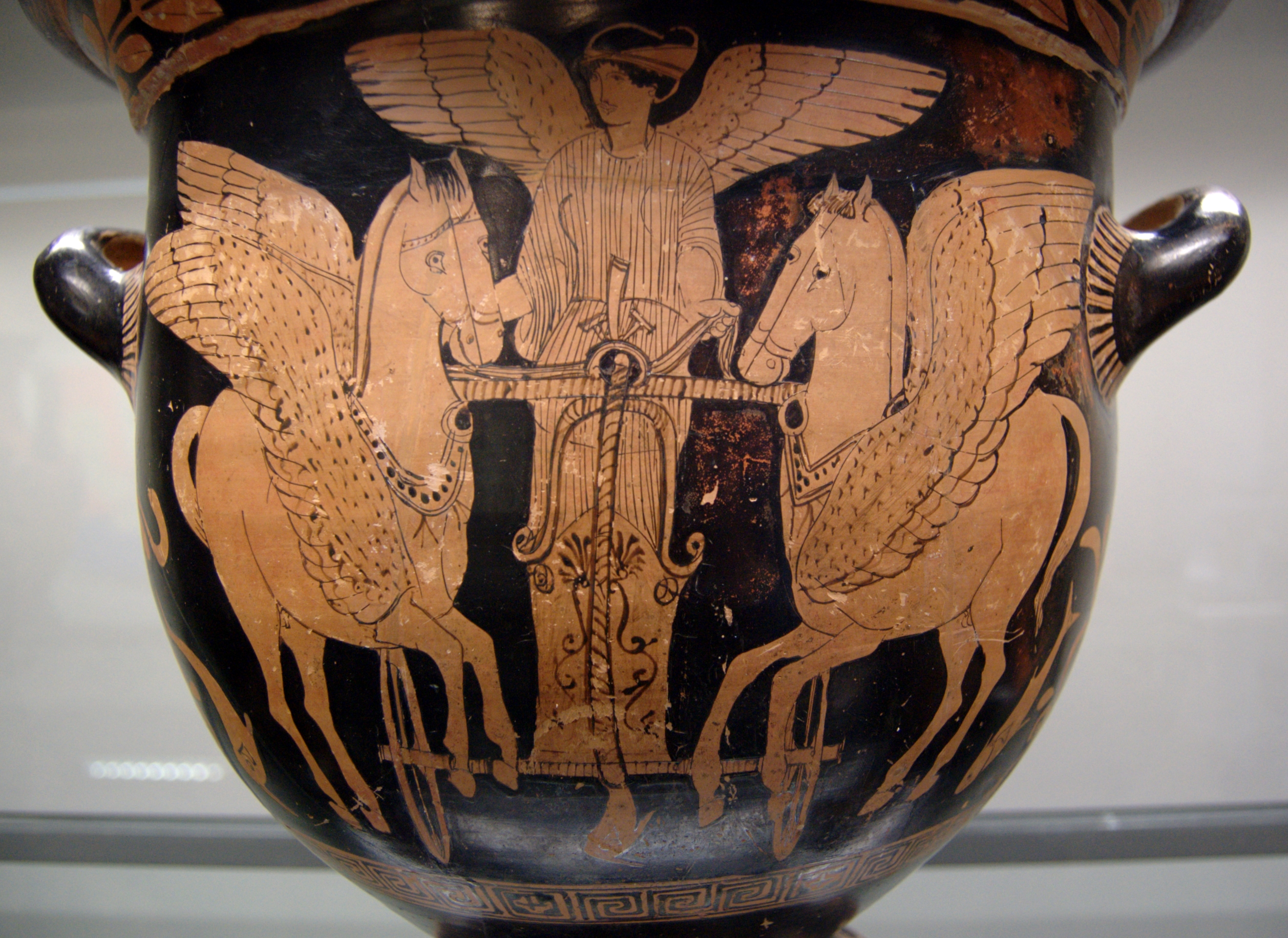
Eos dans son char survolant la mer, céramique à figures rouges du sud de l'Italie, 430-420 av. J.-C. Collection des Antiquités, Munich.

*H₂éwsōs est la déesse proto-indo-européenne reconstituée de l'Aurore,. Dans trois traditions (védique, grecque et balte), elle est la « fille du Ciel » (Dyēus). Dans ces trois panthéons, ainsi que dans le panthéon italique, la déesse de l'Aurore est chassée ou exclue des lieux pour s'être attardée trop longtemps,. Une épithète ancienne la désigne comme « Fille Ciel » (*Dʰuǵh₂tḗr Diwós). Elle ouvre les portes du Ciel au moment où la journée commence. Elle est généralement décrite comme immortelle ou renaissant chaque matin. Associée avec des vêtements dorés ou rouges, elle est souvent représentée en train de danser.
Vingt-et-un hymnes du Rig-Véda sont dédiés à la déesse de l'aube Ushas et un passage de l'Avesta lui rend hommage. Dans la mythologie grecque, Eos tient une place prépondérante. Dans la mythologie romaine, Aurore est l'équivalente de la déesse Eos, mais le culte de l'Aurore fut probablement perpétué avec celui de Mater Matuta. Les Anglo-Saxons vénéraient la déesse Éostre, une divinité célébrée au moment de l'équinoxe de printemps, et qui donna son nom à la fête chrétienne de Pâques (Easter en anglais). Le nom Ôstarmânôth ("avril", littéralement "mois de Ôstar") en vieux haut allemand indique qu'une déesse similaire était également vénérée dans le sud de l'Allemagne. En Lituanie, la déesse Aušrinė était encore révérée au XVIe siècle.

#### Le Soleil et la Lune

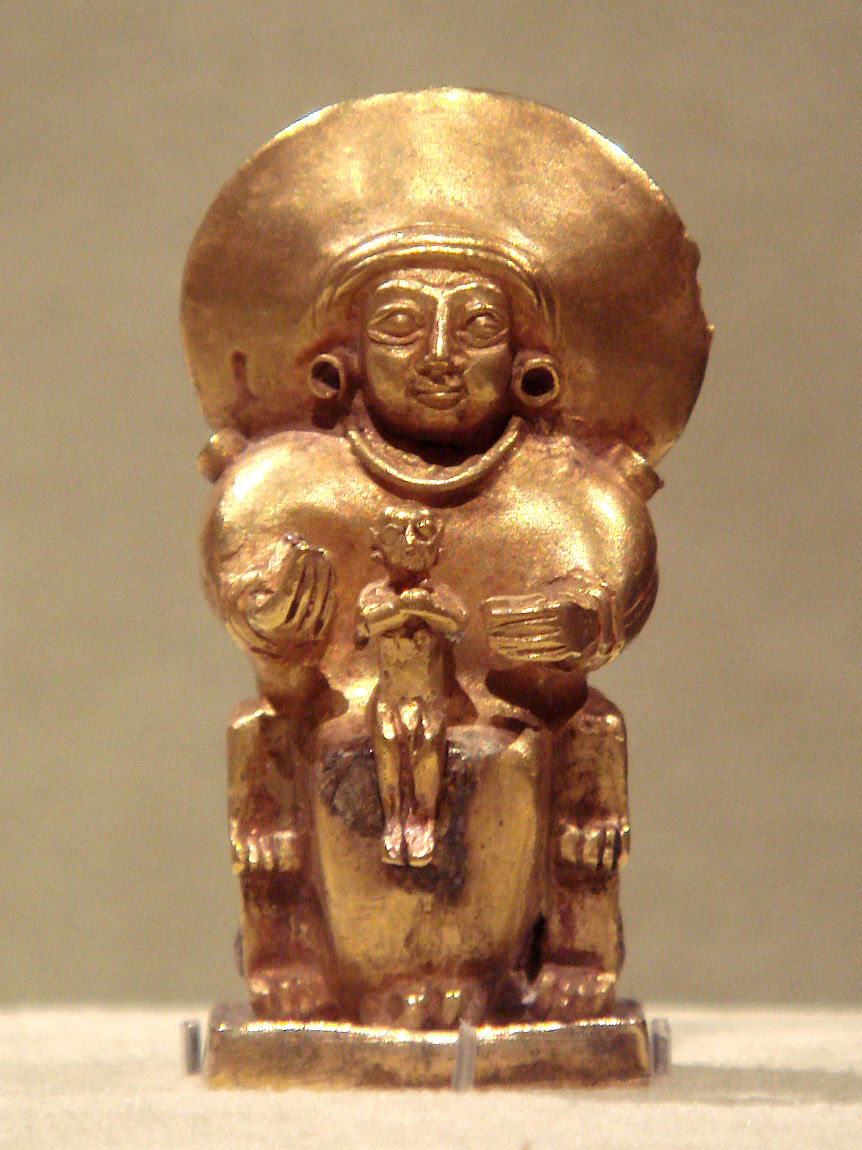
Représentation probable de la déesse hittite du Soleil tenant un enfant dans ses bras, -

La déesse du Soleil (*Seh₂ul) est une déesse proto-indo-européenne reconstituée d'après la divinité grecque Hélios, la figure mythique d'Hélène,, le dieu romain Sol, la déesse celtique Sulis, la déesse nordique Sól, la déesse germanique Sōwilō, la déesse hittite Arinna, le dieu indo-iranien Hvare-khshaeta et le dieu védique Sūrya.
Le dieu de la Lune (*Meh₁not-) est quant à lui reconstitué d'après le dieu nordique Máni, le dieu slave Myesyats, et le dieu lituanien Ménuo. Des traces d'une divinité lunaire sont présentes dans le dieu letton Mēness, le dieu anatolien (ou phrygien) Men,, dans Mene, l'autre nom de la déesse grecque Séléné, et dans la divinité lunaire zoroastrienne Mah (Måŋha),,.
Le trajet quotidien de *Seh₂ul dans le ciel sur un char tiré par des chevaux est un motif courant des mythes indo-européens. Ce motif apparaît probablement après l'introduction de la roue dans la steppe pontique au IVe millénaire av. J.-C. Il est donc une addition tardive de la culture proto-indo-européenne.
Bien que la déesse du Soleil soit représentée comme une divinité féminine indépendante, les Proto-Indo-Européens l'ont également vue comme la « lampe de *Dyēus » ou l'« œil de *Dyēus », ce qu'illustrent plusieurs références de la littérature mythique : la « lampe de Dieu » dans la Médée d'Euripide, la « chandelle céleste » dans Beowulf, le « pays de la lampe de Hatti » (la déesse-soleil d'Arinna) dans une prière hittite, Hélios considéré comme l'œil de Zeus,, Hvare-khshaeta comme l'œil d'Ahura Mazda dans le mazdéisme, ou bien le soleil comme « œil de Dieu » dans le folklore roumain. Les noms des déesses celtiques du soleil Sulis et Grian font probablement allusion à cette association : les mots pour « œil » et « soleil » sont inversés dans les langues celtiques, comme le nom des déesses.

#### Les Jumeaux divins

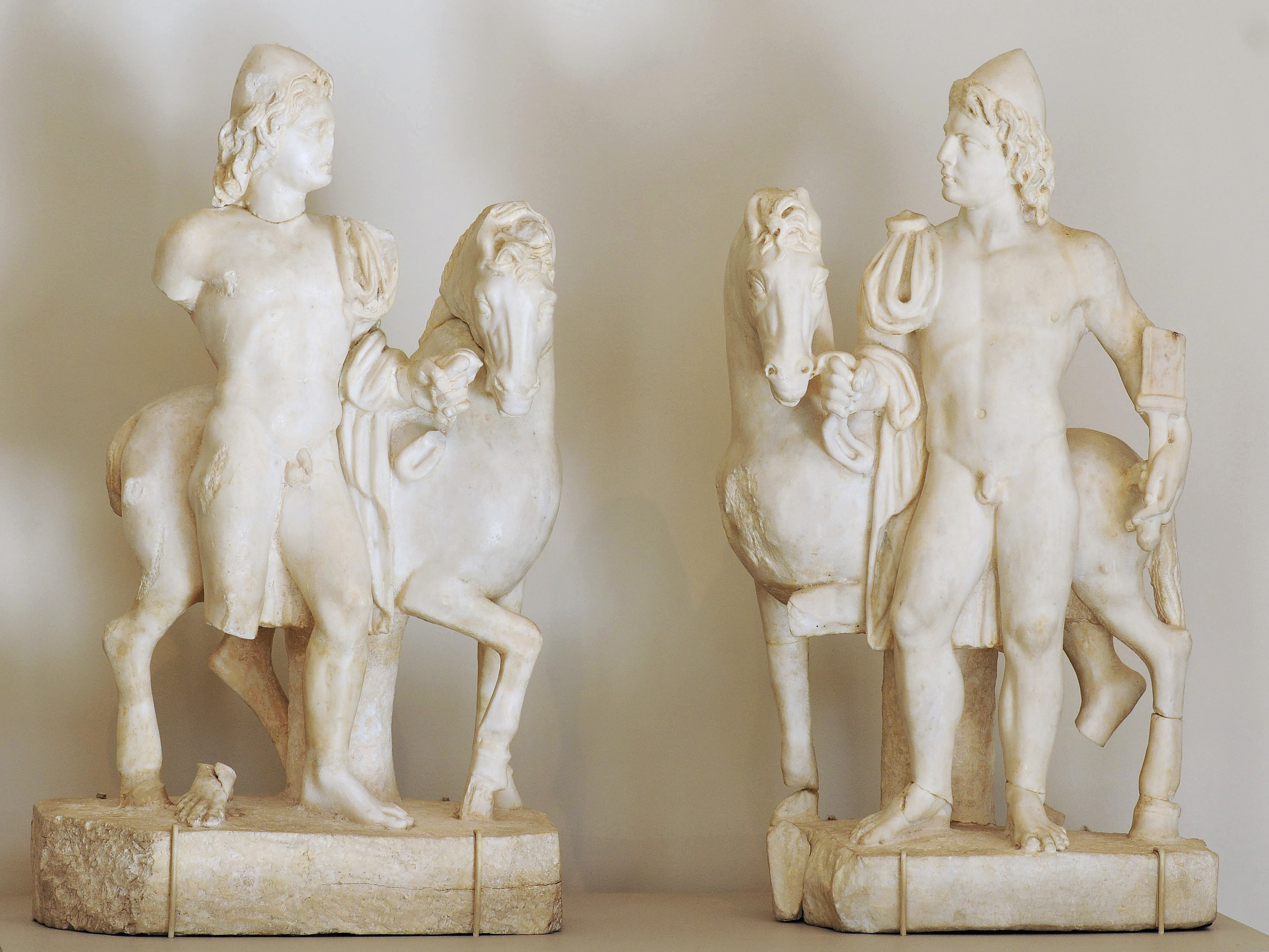
Paire de statuettes romaines du III représentant les Dioscures. Metropolitan Museum of Art, New York.

Les Jumeaux divins sont un couple de frères jumeaux existant dans presque tous les panthéons indo-européens et dont le nom signifie généralement « cheval » (*h₁éḱwos), bien que les noms ne soient pas toujours apparentés, et qu'aucun nom proto-indo-européen n'ait pu être reconstitué.

#### Mithra-Varuna
Bien que l'association étymologique soit jugée irrecevable, certains chercheurs (comme Georges Dumézil et S. K. Sen) ont proposé *Worunos ou *Werunos (le dieu éponyme du dialogue indo-européen reconstitué Le Roi et le Dieu) comme le dieu du ciel nocturne et l'équivalent bienveillant de *Dyēus. Il serait apparenté au dieu grec Ouranos et au dieu védique Varuna, et son nom serait tiré de la racine proto-indo-européenne *woru- (« recouvrir »). Worunos représentait probablement le firmament ou le ciel nocturne. Dans la poésie grecque et védique, Ouranos et Varuna sont décrits comme « étendus », bondissant ou saisissant leurs victimes, et possédant ou incarnant un « siège » céleste. Dans le modèle cosmologique à trois cieux, les phénomènes célestes reliant les cieux nocturne et diurne sont incarnés par un « dieu-lieur » : le grec Cronos, une divinité intermédiaire entre Ouranos et Zeus dans la Théogonie d'Hésiode, le dieu védique Savitṛ, associé au lever et au coucher du soleil dans les Vedas, et le dieu romain Saturne,.

### Les divinités de la nature
La déesse de la Terre (*Dʰéǵʰōm) était associée avec la fertilité et la croissance, mais également avec la mort et le lieu de résidence des défunts.
Le dieu de l'orage et du tonnerre (*Perkʷunos) était généralement représenté avec un marteau ou une arme similaire. Le tonnerre et la foudre avaient une connotation à la fois destructrice et régénératrice : un éclair pouvant fendre une pierre ou un arbre, mais s'accompagnant souvent d'une pluie fertile. Cela explique probablement la solide association entre le dieu du tonnerre et le chêne dans certaines traditions (le chêne étant l'un des arbres les plus denses, il est le plus sujet aux coups de foudre).
Le dieu du feu (*h₁n̥gʷnis) incarnait les flammes du soleil et de la foudre, les feux de forêt, le foyer domestique et le feu de l'autel sacrificiel. Néanmoins les traces linguistiques de ce dieu sont limitées aux traditions védiques et balto-slaves,.
Certains chercheurs supposent que *Neptonos ou *H₂epom Nepōts était le dieu indo-européen des eaux. Son nom signifiait littéralement « Petit-fils (ou neveu) des Eaux »,. Les linguistes ont reconstitué son nom d'après le dieu védique Apam Napat, le dieu romain Neptune, et le dieu celtique irlandais Nechtan. Bien qu'il ait été solidement attesté dans la religion proto-indo-iranienne, Mallory et Adams contestent l'existence de ce dieu pour des motifs linguistiques.

## Cosmogonie

### Le monde des morts

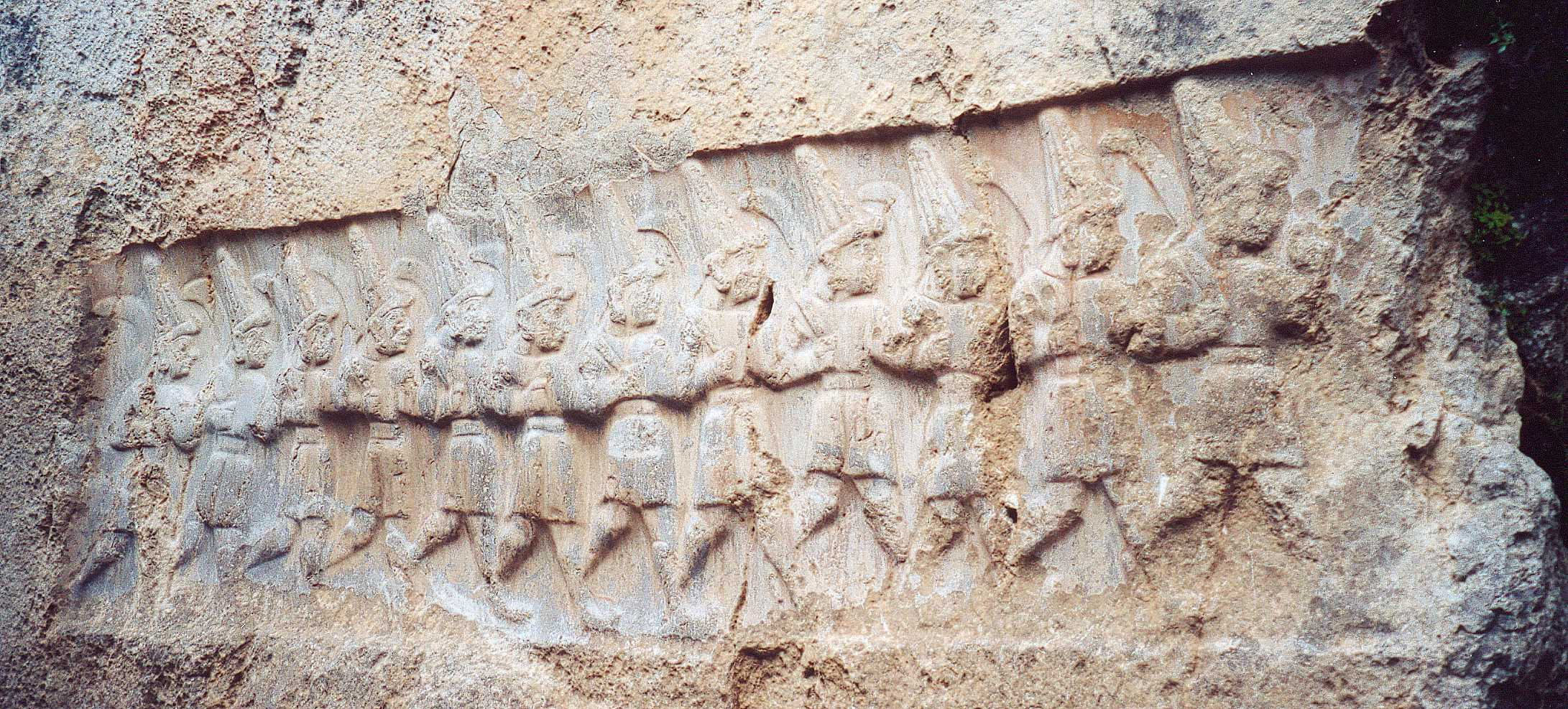
Yazılıkaya : bas-relief hittite représentant les douze dieux du monde souterrain,

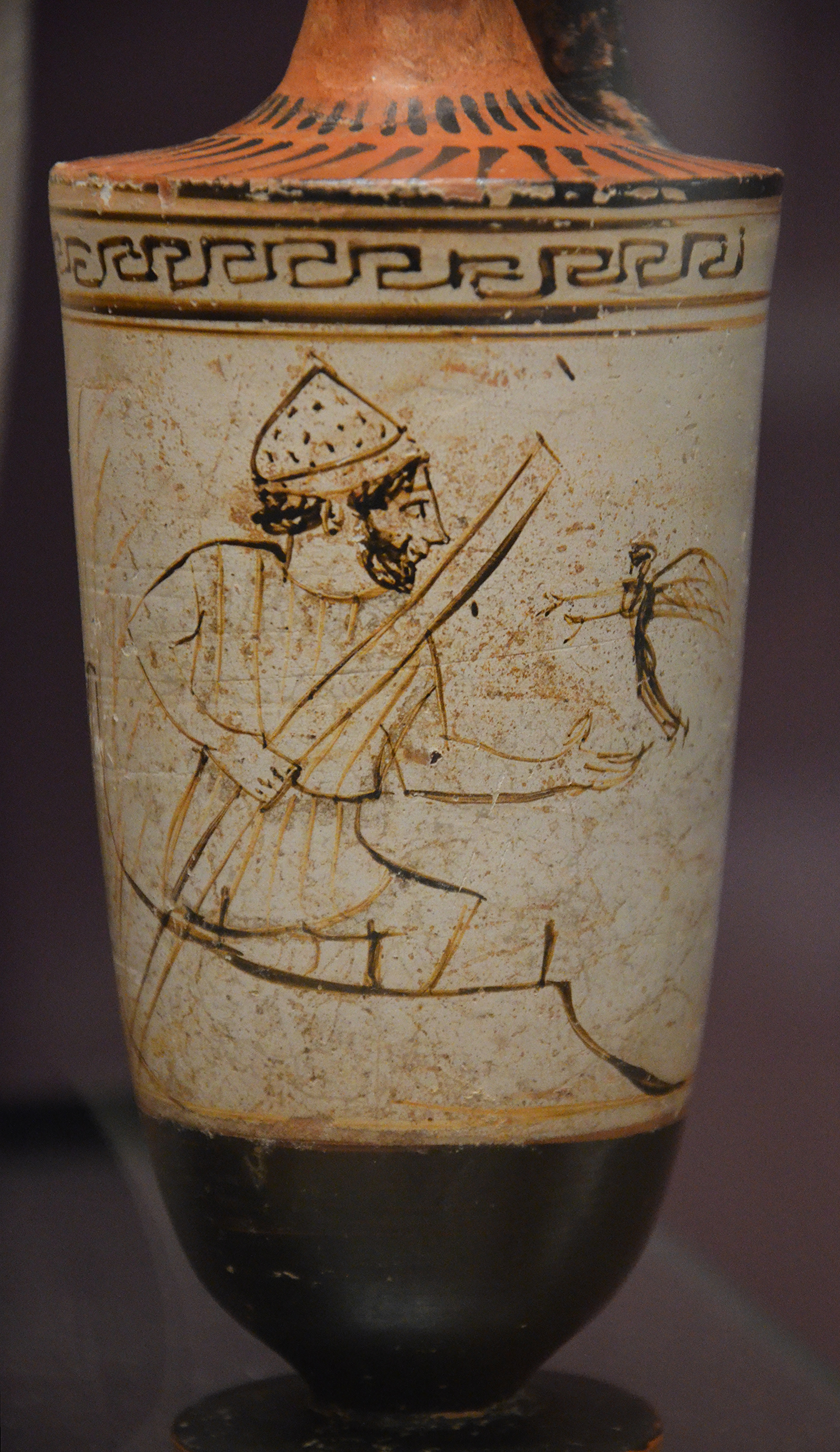
Charon accueillant une âme dans sa barque, vers 500-450 av. J.-C.

Le monde des morts est généralement dépeint comme le pays sans retour. De nombreux mythes indo-européens relatent un voyage à travers une rivière, guidé par un vieil homme (*ǵerh₂ont-), afin d'atteindre le monde des morts. Le récit grec des morts transportés à travers le Styx par Charon est probablement lié à ce mythe, tout comme la traversée du fleuve pour atteindre les Enfers dans la mythologie celtique. Plusieurs textes védiques contiennent également des références à la traversée d'une rivière (Vaitarna) afin d'atteindre le pays des morts et le mot latin tarentum (« tombe ») signifiait à l'origine « point de passage ». Dans la mythologie nordique, Hermod doit traverser un pont sur la rivière Giöll afin d'atteindre Hel et, dans le folklore letton, les morts doivent traverser un marais. La tradition consistant à poser des pièces de monnaie sur les corps des défunts afin de payer le passeur sont attestées à la fois dans les pratiques funéraires grecques archaïques et dans les pratiques slaves modernes. Bien que les premières pièces de monnaie datent de l'âge du fer, cette pratique témoigne d'une tradition ancienne d'offrandes au passeur.

### Le chien-gardien

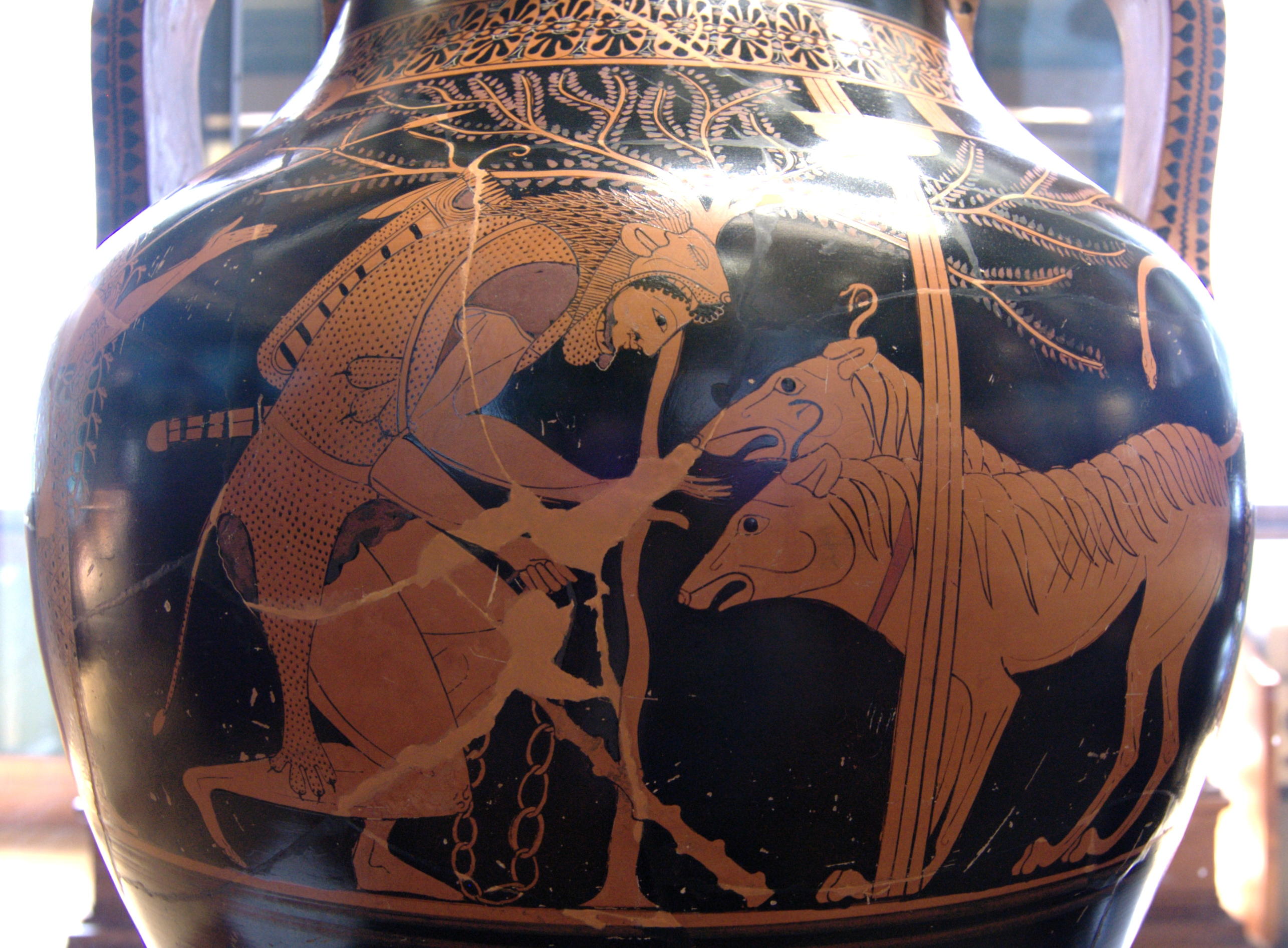
Héraclès et Cerbère. Face A (faces rouges) d'une amphore attique bilingue, 530-520 av. J.-C.

Dans un motif récurrent, le monde des morts contient une porte, généralement gardée par un chien à plusieurs têtes (parfois plusieurs yeux) qui peut également servir de guide et s'assurer que ceux qui entrent ne puissent pas sortir,. Le grec Cerbère et l'hindou Sharvara dérivent très probablement du nom commun *Ḱérberos (« moucheté »),. Le chercheur Bruce Lincoln leur associe un mythe d'origine nordique : Garm, bien que cela soit considéré comme linguistiquement intenable,.
Le motif d'un chien-gardien à l'entrée du monde des morts est également attesté dans la mythologie perse, où deux chiens à quatre yeux gardent le pont de Chinvat, un pont qui marque le seuil entre le monde des vivants et le monde des morts, Le Vendidad les décrit comme spâna pəšu.pâna (« deux chiens gardiens de pont »),. Une image similaire se retrouve dans le védisme : Yama, le souverain des enfers, possède deux chiens à quatre yeux qui lui servent également de messagers et exercent la fonction de protecteurs de l'âme sur le chemin du ciel. Ces chiens, nommés Shyama (Śyāma) et Sabala, sont décrits comme la progéniture de Sarama, une chienne divine : l'un est noir et l'autre moucheté,,.
Le dieu slave Kresnik est également associé à un chien à quatre yeux ; une figure similaire (un chien avec des taches blanches ou brunes au-dessus des yeux — donc « à quatre yeux ») est censée être capable de sentir l'approche de la mort.
Dans la mythologie nordique, un chien se tient sur la route de Hel ; il est souvent assimilé à Garm, le chien posté devant l'entrée de Gnipahellir. Dans le folklore albanais, un chien à trois têtes qui ne dort jamais est également censé vivre dans le monde des morts. Un autre parallèle peut être fait avec Cŵn Annwn (« la meute d'Annwvyn »), créatures de la mythologie galloise censées vivre dans Annwvyn, le monde des morts gallois. Ils sont décrits comme des chiens infernaux ou spectraux participant à la « chasse fantastique », pourchassant les morts et poursuivant les âmes des hommes,,.
Des restes de chiens trouvés dans les tombes de la culture de Wielbark et des sépultures de chiens chez les Slaves de Poméranie pendant le Haut Moyen Âge suggèrent que cette croyance est très ancienne. Une autre sépulture de chien à Góra Chełmska et une légende de Poméranie à propos d'une figure canine associée au monde des morts semblent confirmer l'existence de ce motif dans la tradition slave.

### Eschatologie
Plusieurs traditions révèlent des traces d'un mythe eschatologique proto-indo-européen qui décrit la fin du monde à la suite d'une bataille cataclysmique. Le récit commence lorsqu'un archidémon, généralement issu d'une lignée paternelle différente et hostile, prétend à une position d'autorité au sein de la communauté des dieux ou des héros (le norrois Loki, le romain Tarquin le Superbe, l'irlandais Bres). Les sujets sont traités de manière injuste par le nouveau souverain, et sont contraints d'ériger des fortifications tandis que l'archidémon favorise plutôt les étrangers, sur lesquels repose son soutien. Après un acte particulièrement odieux, l'archidémon est banni par ses sujets et se réfugie chez ses parents étrangers. Un nouveau chef (le norrois Víðarr, le romain Lucius Junius Brutus, l'irlandais Lug), connu comme le « silencieux » et généralement le neveu ou le petit-fils (*népōt) de l'archidémon exilé, surgit alors et les deux forces  s'affrontent dans une bataille cataclysmique. Le mythe s'achève par l'interruption de l'ordre cosmique et la conclusion d'un cycle temporel. Dans les traditions nordiques et iraniennes, un « hiver cosmique » cataclysmique précède la bataille finale,.

## Mythes indo-européens

### La lutte contre le serpent

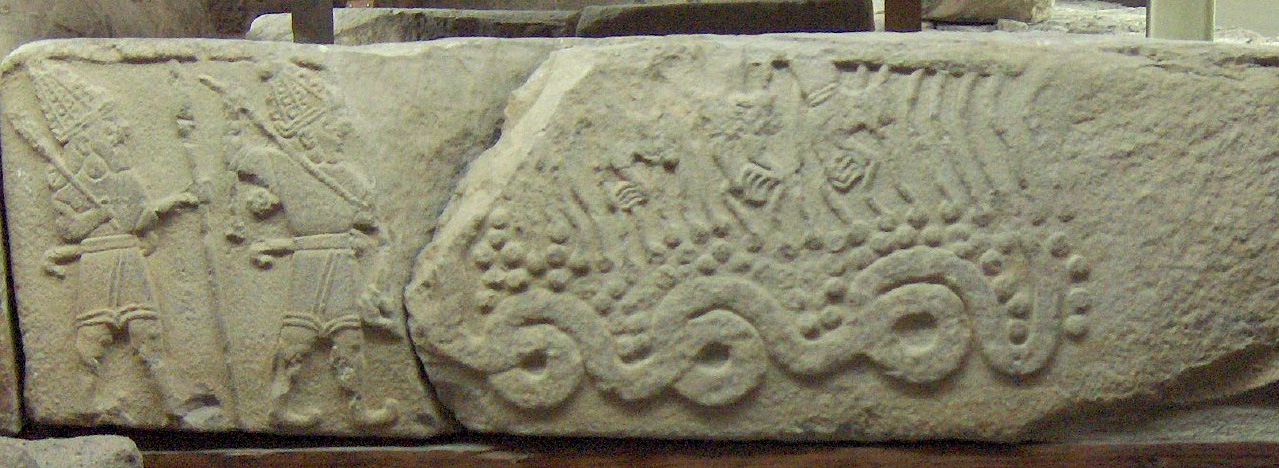
Le dieu hittite Tarhu, suivi par son fils Sarruma, tue le dragon Illuyanka. Musée des civilisations anatoliennes, Ankara (Turquie), 850-800 av. J.-C.

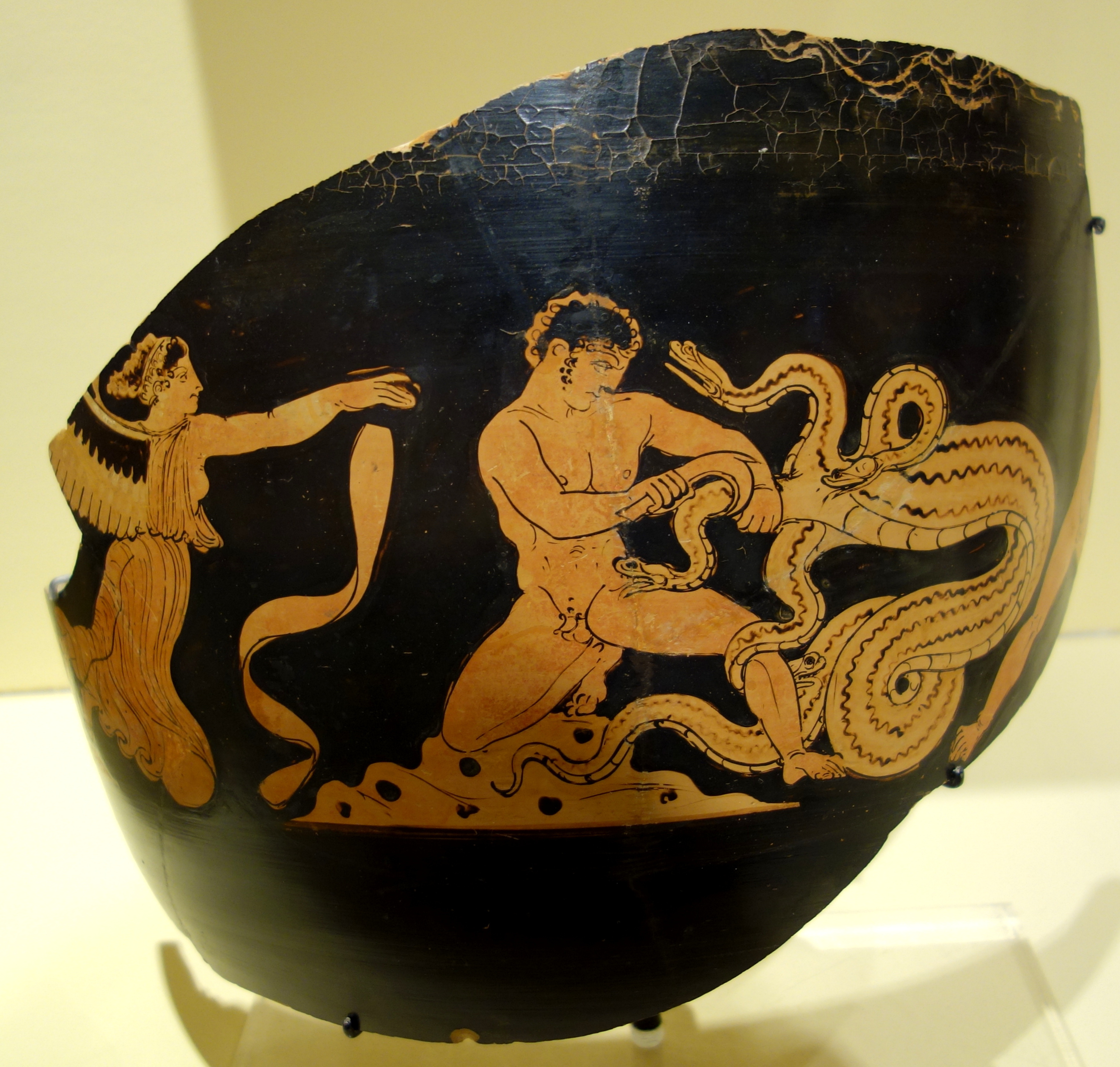
Vase grec dépeignant Héraclès terrassant l'Hydre de Lerne, vers 375-340 av. J.-C.

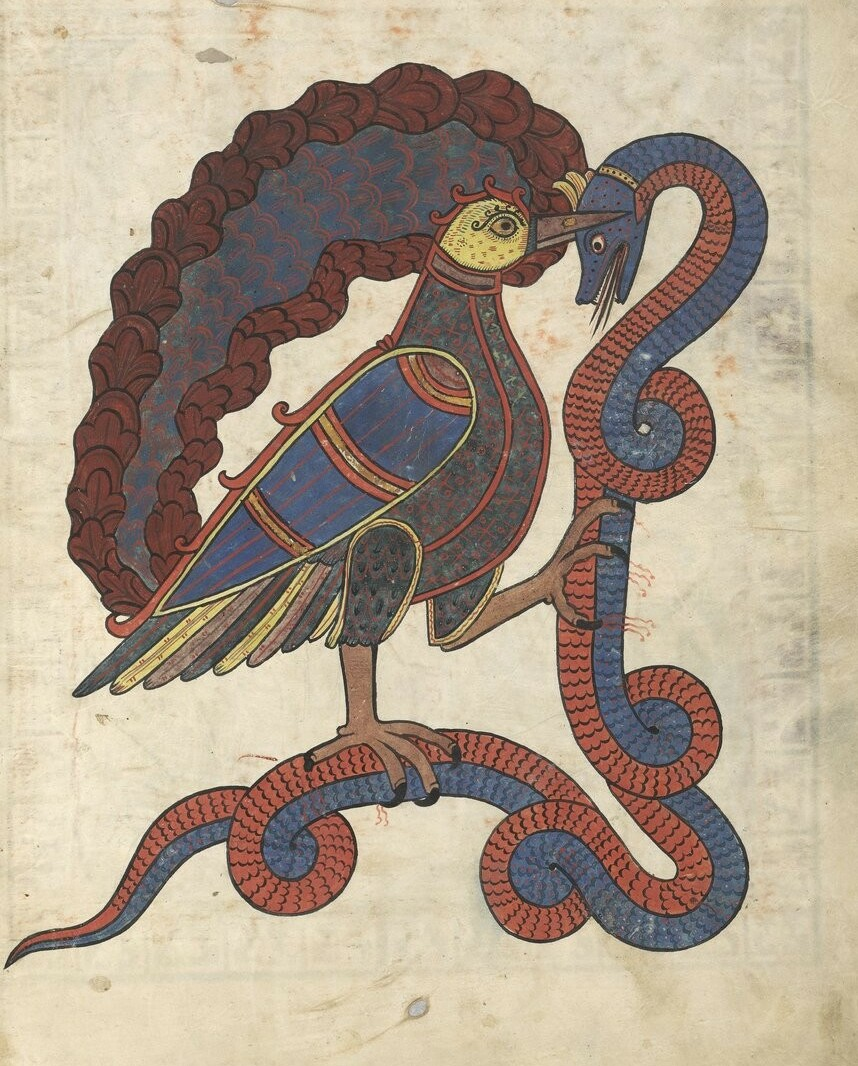
L'oiseau (le Christ) victorieux du serpent (Satan), Apocalypse de Saint-Sever, XI.

Un mythe commun à presque toutes les mythologies indo-européennes est le combat opposant un héros ou un dieu à un serpent ou un dragon,,. Bien que les détails de l'histoire varient parfois considérablement, plusieurs caractéristiques restent les mêmes dans toutes les versions. Le protagoniste de l'histoire est généralement un dieu du tonnerre, ou un héros associé d'une manière ou d'une autre au tonnerre. Son ennemi, le serpent, est généralement associé à l'eau et possède plusieurs têtes, ou est « multiple » d'une autre manière.
Les mythes indo-européens décrivent souvent la créature comme un « rétenteur des eaux », et ses nombreuses têtes finissent par être tranchées par le dieu du tonnerre dans une bataille épique, libérant des torrents d'eau auparavant refoulés. La légende originale a peut-être symbolisé le Chaoskampf, un affrontement entre les forces de l'ordre et les forces du chaos. Le dragon ou le serpent est vaincu dans toutes les versions de l'histoire, bien que dans certaines mythologies, comme le mythe nordique du Ragnarök, le héros ou le dieu meurt avec son ennemi au cours de la confrontation. L'historien Bruce Lincoln considère que le conte de meurtre de dragon et le mythe de *Trito tuant le serpent Ngʷhi appartiennent tous deux au même récit originel,.
Dans la mythologie hittite, le dieu de la tempête Tarhunt tue le serpent géant Illuyanka, tout comme le dieu védique Indra tue le serpent à plusieurs têtes Vritra, qui avait provoqué une sécheresse en rétenant les eaux célestes,
. Plusieurs variantes de la même histoire se retrouvent dans la mythologie grecque. Le motif original apparaît hérité du récit de Zeus tuant le Typhon à cent têtes, tel que relaté par Hésiode dans la Théogonie, et peut-être dans le mythe d'Héraclès tuant l'Hydre de Lerne, ou dans la légende de Apollon terrassant le serpent monstrueux Python,. Le récit du vol par Héraclès des bœufs de Géryon est aussi probablement lié. Bien qu'il ne soit pas considéré généralement comme une divinité de l'orage, Héraclès possède de nombreux attributs des divinités indo-européennes de l'orage, notamment la force physique et une tendance à la violence et la gourmandise,.
Le même motif apparaît dans la mythologie germanique. Thor, le dieu du tonnerre, tue le serpent géant Jörmungandr qui vit dans les eaux entourant le royaume de Midgard,. Dans la Völsunga saga, Siegfried (Sigurðr) tue le dragon Fáfnir et, dans Beowulf, le héros affronte également un dragon. Dans les légendes germaniques, la représentation de dragons gardant un trésor est peut-être également un reflet du mythe originel du serpent rétenteur des eaux.
Dans le zoroastrisme et dans la mythologie perse, Fereydoun (et plus tard Garchasp) tue le serpent Zahhak. Dans la mythologie albanaise, les drangùe, figures divines semi-humaines associées au tonnerre, tuent les kulshedra, d'énormes serpents cracheurs de feu à plusieurs têtes associés à l'eau et aux tempêtes. Dans la mythologie slave, le dieu de l'orage et des tempêtes Péroun tue son ennemi le dieu-dragon Vélès, tout comme le héros bogatyr Dobrynia Nikititch tue Zmey, le dragon à trois têtes. Le dieu arménien Vahagn fauche également le dragon Vishap, le héros roumain Făt-Frumos élimine le monstre Zmeu, et le dieu-médecin celte Diancecht exécute le serpent Meichi.
Dans le shintoïsme, où l'influence indo-européenne est visible dans la mythologie à travers le védisme, le dieu des tempêtes Susanoo tue le dragon à huit têtes Yamata-no-Orochi.

### La guerre de fondation
Un mythe indo-européen supposé décrit une guerre de fondation, un conflit opposant les deux premières fonctions (les prêtres et les guerriers) à la troisième (la fonction productrice), qui font finalement la paix et décident de former une société parfaitement intégrée. La Saga des Ynglingar raconte la guerre entre les Ases (commandés par Odin et Thor) et les Vanes (commandés par Freyr, Freyja and Njörd) qui s'achève par l'installation des Vanes dans la communauté des Ases. Peu après la fondation mythique de Rome, Romulus affronte ses riches voisins, les Sabins, puis ordonne l'enlèvement de leurs femmes avant de les incorporer au sein des tribus fondatrices de Rome. Dans la mythologie védique, les Ashvins (représentant la troisième fonction en tant que jumeaux divins) sont empêchés d'accéder au cercle céleste du pouvoir par Indra (représentant la deuxième fonction), mais parviennent finalement à forcer le passage,. La guerre de Troie a également été interprétée comme une version alternative de ce mythe, l'opulente ville de Troie représentant la troisième fonction, et la coalition grecque les deux premières.

## Rites
La religion proto-indo-européenne était axée sur les sacrifices de bétail et de chevaux, probablement exécutés par une classe de prêtres ou de chamans. Les animaux étaient abattus (*gʷʰn̥tós) et consacrés aux dieux (*deywṓs) dans l'espoir de gagner leur faveur. Des traces archéologiques de sacrifices d'animaux domestiques ont été trouvées au sein de la culture de Khvalynsk, une culture associée à la langue archaïque proto-indo-européenne.
La cosmologie reconstituée des Proto-Indo-Européens montre que le sacrifice rituel du bétail, bovin en particulier, était à la racine de leurs croyances, et une condition primordiale de l'ordre du monde,. Le mythe de *Trito, le premier guerrier, raconte la libération d'un bétail volé par une entité à trois têtes nommée *Ngʷʰi. Après avoir récupéré le butin, *Trito finit par offrir le bétail à un prêtre afin d'assurer la continuité du cycle du don entre les dieux et les humains. Le mot *h₁óitos (« serment »), dérive du verbe *h₁ey- (« aller »), d'après la pratique consistant à marcher entre les animaux abattus lors de la prestation d'un serment.
Les Proto-Indo-Européens semblent avoir connu une tradition sacrée de sacrifice du cheval, réalisé pour le renouvellement de la royauté et impliquant l'accouplement rituel d'une reine ou d'un roi avec un cheval, ensuite sacrifié et découpé pour être distribué aux autres participants,. Lors du rite romain October equus et du rite védique Ashvamedha, le sacrifice du cheval est effectué au profit de la classe guerrière ou d'une divinité guerrière, et les morceaux démembrés de l'animal sont ensuite distribués. Un rite similaire se retrouve dans une tradition irlandaise médiévale impliquant un prétendant au royaume du comté de Donegal copulant avec une jument avant de se baigner avec les membres de l'animal sacrifié,. Le rituel védique impliquait également le mariage symbolique de la reine avec l'étalon immolé. Par ailleurs, si les lois hittites interdisaient la copulation avec les animaux, elles faisaient une exception pour les chevaux et les mulets. Dans les traditions celtiques et védiques, un breuvage enivrant avait une fonction dans le rituel, et le suffixe dans aśva-medhá pourrait être lié au verbe indo-aryen mad- (« se réjouir, s'enivrer »). Jaan Puhvel a également comparé le nom védique de cette tradition avec le dieu gaulois Epomeduos, le « maître des chevaux »,.